# Alfred Missong
Alfred Missong (* 2. März 1902 in Höchst am Main; † 7. Juni 1965 in Mistelbach, Niederösterreich) war ein österreichischer katholischer Publizist.

## Leben
Der Sohn eines deutschen Vaters und einer österreichischen Mutter verbrachte seine Kindheitsjahre in Deutschland, wurde aber später einer der frühesten Wortführer eines eigenen österreichischen Weges und der Neutralität nach Schweizer Vorbild. Missong war seit den 1920er Jahren publizistisch tätig, unter anderem 1925–1938 für die Zeitschrift Schönere Zukunft, wo er aber, im Widerspruch zu seinen Überzeugungen, großdeutsche Auffassungen zu vertreten hatte. Dagegen warnte er schon 1928 in einer unter Pseudonym erschienenen Schrift vor der Gefahr des deutschen Revanchismus, der zu einem Bündnis mit der Sowjetunion und zu einem Krieg mit Polen und in der Folge mit Frankreich führen werde. Missong war eng befreundet mit Ernst Karl Winter und August Maria Knoll. Er publizierte in Winters Gsur-Verlag 1932 unter dem Pseudonym Thomas Murner den Nazispiegel, ein auf einer Schrift von Zyrill Fischer aufbauendes Pamphlet gegen den Nationalsozialismus, das insbesondere die NS-Rassenpolitik als unmoralisch und neues Heidentum anprangerte. 1937 und 1938 gab er im Heimat-Verlag in Brixlegg/Tirol die dritte, nunmehr zehnbändige Folge der Österreichischen Bücherei heraus. Nach dem so genannten Anschluss 1938 wurde  Missong für einige Monate verhaftet, seine Autorschaft am Nazispiegel wurde aber der Gestapo offenbar nicht bekannt. Nach seiner Entlassung flüchtete Missong mit seiner Familie zuerst in die Schweiz, wo er allerdings von Ausweisung bedroht war, dann nach Jugoslawien. Nach dem deutschen Überfall auf dieses Land lebten die Missongs bis 1941 in der ungarisch besetzten Wojwodina und danach in Budapest. Ab 1941 lebten die Familien Missong und Eugen Kogon  ohne die Familienväter zusammen in Wien. 
1945 trat Missong als einer der Gründer der ÖVP hervor und war Verfasser ihres christlichsozial geprägten ersten Programms sowie bis 1950 Chefredakteur der Österreichischen Monatshefte, des theoretischen Organs der Partei. Nach 1949 wurde Missong, der mit seiner streng antifaschistischen Linie dem Zeitgeist nicht mehr entsprach, auf diplomatische Posten (als Presseattaché) zuerst in Deutschland und dann in der Schweiz versetzt.
Alfred Missong war mit Lisa Missong verheiratet. Aus der Ehe sind vier Kinder hervorgegangen. Eines ist der österreichische Diplomat Alfred Missong jun.
Er war Mitglied der katholischen Studentenverbindung K.Ö.L. Maximiliana Wien sowie seit 1945 Ehrenmitglied der KÖStV Nibelungia Wien im ÖCV.

## Schriften
- Heiliges Wien, Wiener Dom-Verlag, 1933; Neuauflage 1970
- Die Weltverpflichtung des Christen, Österreichischer Verlag, 1948
- Ernst Karl Winter, Bahnbrecher des Dialogs, Wien 1969
- Christentum und Politik in Österreich. Ausgewählte Schriften, Böhlau, Wien 2006
- Österreichische Bücherei (Herausgeber), 1937–1938